# Syngatha latiflavaria
Syngatha latiflavaria là một loài bướm đêm trong họ Noctuidae.